# Јанковице (Ухерско Храдиште)
Јанковице (чеш. Jankovice) је насељено мјесто са административним статусом сеоске општине (чеш. obec) у округу Ухерско Храдиште, у Злинском крају, Чешка Република.

## Становништво
Према подацима о броју становника из 2014. године насеље је имало 473 становника.